# 门康拉康 (吉隆县)
门康拉康，位于西藏自治区日喀则市吉隆县，是一座藏传佛教宁玛派寺院。

## 简介
门康拉康位于西藏自治区日喀则市吉隆县，属于宁玛派，也是吉隆县宗教活动场所之一。
2015年4月25日，尼泊尔发生强烈地震，门康拉康大部分房屋出现明显裂缝。